# Давид Перец
Давид Аврам Перец е български художник от еврейски произход.

## Биография
Роден е на 19 февруари 1906 г. в Пловдив. В периода 1927 – 1933 г. следва живопис в Художествената академия – първо започва като извънреден ученик при Цено Тодоров, а се дипломира при Димитър Гюдженов. Заедно със Златю Бояджиев и Васил Бараков са известни като Бараците.
По време на Втората световна война е в концентрационен лагер „Ташбоаз“ (1943 – 1944). Вместо да се върне унизен и отчаян, той донася поредица портрети на свои сънародници.
През 1947 г. заедно със семейството си той напуска България и се установява в Париж. Учи в Академията на Андре Лот. За кратко пребивава в Израел. Прави самостоятелни изложби в Париж, Лондон, Тулон, Тел Авив, София. Негови картини са част от колекциите на Музея на модерното изкуство в Ню Йорк, Националната библиотека в Париж, Картинната галерия в Тулон, много галерии в България, както и в частни колекции по цял свят. Умира на 28 май 1982 г. в Париж.